# Escola Superior de Bombeiros
Escola Superior de Bombeiros (ESB) - Instituição de ensino do Corpo de Bombeiros da Polícia Militar do Estado de São Paulo localizada na cidade de Franco da Rocha, na região metropolitana de São Paulo. Atualmente é a maior escola de bombeiros da América Latina, e é responsável pela formação, capacitação, atualização e especialização de bombeiros de todo o estado. Possui atualmente um corpo discente flutuante que atinge o número de centenas de alunos e organiza anualmente mais de 20 cursos de especialização e formação para a área de bombeiro. Por ter reconhecimento nacional e internacional, constantemente recebe alunos de outros estados da nação bem como das forças armadas. Não raramente recebe visitas de caráter técnico de bombeiros de outras nações com a finalidade de intercâmbio. A ESB atualmente serve como referência doutrinária para o CBPMESP estando concentrados a maioria dos cursos de especialização e formação bem como todos os Estágios de Aperfeiçoamento Profissional (EAP) do Estado de São Paulo.]

## Origens
A história da ESB, berço da formação dos bombeiros paulistas, remonta ao ano de 1964, com a implementação da Companhia Escola nas atuais dependências do 1º Grupamento de Bombeiros - Posto Cambuci. Já em 1967 é criado o CIAd (Centro de Instrução e Adestramento) na Invernada do Barro Branco, que passa então a organizar todos os cursos de formação de bombeiros da então Força Pública do Estado de São Paulo (atual Polícia Militar do Estado de São Paulo) e alguns cursos de especialização.
Em 1986 o CIAd passa suas atribuições diretamente ao CCB (Comando do Corpo de Bombeiros), sediado na praça da Sé, onde permanece a Escola até o ano de 1999, quando então é terminada a construção do CEIB (Centro de Ensino e Instrução de Bombeiros), sediado em Franco da Rocha/SP. Em 1998 houve a formação da 1ª Escola de Bombeiros, onde estes foram os pioneiros em iniciar as atividades ali hoje ESB na época chamada CEIB, quando houve também a ocupação histórica pela caminhada desta turma de bombeiros de Pirituba até a ESB a pé.  Em 2009, por conta da reestruturação do sistema de ensino na Polícia Militar o CEIB têm seu nome alterado para ESB e ganha status de Escola Superior.
A Escola Superior de Bombeiros recebe também o nome do Coronel PM Paulo Marques Pereira. Uma simples homenagem a um dos oficiais que mais contribuíram para a área de treinamento e instrução do Corpo de Bombeiros da Polícia Militar do Estado de São Paulo.
A ESB encontra-se com 54 anos de existência. Anos estes dedicados à instrução da tropa de bombeiros do Estado de São Paulo bem como de outros estados e nações amigas.

## Estrutura
Hoje, a ESB conta com os mais modernos recursos e equipamentos para a plena formação e especialização de seus alunos, além de uma equipe de profissionais os quais estão 24 horas empenhados na busca da excelência na promoção da qualidade do atendimento ao seu público interno e externo.
Devido sua vasta área territorial de 110 hectares, a ESB se divide em duas áreas distintas: uma área construída de 57.000 m² e uma vasta área de invernada onde são realizados os mais diversos tipos de treinamento.
Dentro de sua área construída, a ESB possui uma infra-estrutura com uma grande variedade de seções as quais suprem as necessidades dos discentes, conferindo-lhes uma maior agregação do saber ministrado nessa instituição superior de ensino. Exemplo disso são seus cinco (5) grandes auditórios que são inclusives utilizados pelo Comando do Corpo de Bombeiros na realização de reuiões gerais da instituição, palestras, entre outros eventos.
Além de todas essas instalações, a ESB ainda conta com os seguintes recursos:
- Alojamentos para 800 alunos
- Trinta e duas (32) salas de aulas
- Refeitório para 1000 pessoas
- Uma (1) torre para treinamento de incêndio
- Uma (1) torre para treinamento de salvamento em altura
- Um (1) pórtico para treinamento de salvamento em altura
- Uma (1) pista para treinamento de Busca e Resgate em Estruturas Colapsadas (BREC)
- Um sistema de galerias subterrâneas para treinamentos de espaço confinado e salvamento terrestre
- Duas (2) pistas de treinamento de combate à incêndio

Suas instalações esportivas atualmente compreendem:
- Uma (1) piscina semi-olímpica
- Uma (1) piscina para treinamentos gerais
- Uma (1) pista de atletismo com 400 metros de extensão
- Um (1) campo de futebol
- Duas (2) quadras poliesportivas
- Uma (1) sala de musculação
- Um (1) tatame
- Uma (1) pista de crossfit

A área de treinamento e instrução contam com grande quantidade de salas de aula, munidas de equipamentos de multimídia que proporcionam dinamismo às instruções e um maior nível de compreensão pelo corpo discente.
A ESB possui variadas seções de Administração interna que controlam todos os aspectos e necessidades do cotidiano acadêmico.
Os alunos usufruem de dormitórios os quais são utilizados para o descanso dos mesmos além ainda da integração entre os vários residentes da caserna. Contam com instalações sanitárias de alta qualidade os quais são constantemente higienizados a fim de que os alunos possuam um ambiente salubre de convívio. A ESB conta ainda com estacionamentos que visam atender às necessidades básica dos alunos.
É possível verificar a existência de diversas de estruturas voltadas para o condicionamento físico do corpo discente, como quadras e campos de futebol, quadras poliesportivas com aparatos de ótima qualidade, tatame para a prática de modalidades de artes marciais, academias de ginástica com equipamentos de última linha, piscina, pista de atletismo, quadra de tênis, além de uma área de vegetação extensa da qual pode ser utilizada para o lazer do aluno.
Por fim, a ESB possui ainda uma Unidade Intensiva de Saúde, dividida em uma área médica e uma área odontológica, a qual tem como finalidade dar um pronto atendimento à quaisquer necessidades dos integrantes da OPM.

## Cursos
A ESB possui uma grande responsabilidade perante à Instituição por, nos dias de hoje, concentrar a maior parte dos cursos de especialização além de servir como berço dos novos bombeiros que iniciam suas carreiras na Instituição.
Através dos regulamentos e normas de nossa corporação policial militar e de doutrinas utilizadas internacionalmente como meios alternativos da realização do ato de típico das ações de bombeiros, a Escola Superior de Bombeiros encontra meios e ferramentas que garantem a preservação da vida humana, do meio ambiente e do patrimônio.
Mais do que isso, a Escola Superior de Bombeiros busca formar indivíduos que sigam os valores calcados nessa nobre casa.

### Curso de Bombeiros para Oficiais (CBO)
Neste curso a ESB tem como objetivo formar o profissional comandante que terá como escopo gerenciar ocorrências de bombeiro nos mais variados quadros e dificuldades, contando com uma imensa gama de recursos materiais e humanos. Trata-se do curso mais longo oferecido pela Escola uma vez que a arte de comandar necessita longo aprendizado. Ao final do curso o oficial estará capacitado a comandar, instruir, capacitar e especializar os membros do Corpo de Bombeiros da Polícia Militar do Estado de São Paulo. O pré-requisito para o concursando é ser oficial formado pela Academia de Polícia Militar do Barro Branco (APMBB).

### Curso de Bombeiros para Sargentos (CBS)
Neste curso, assim como o CBO, a ESB fornece os subsídios necessários para a formação de sargento de bombeiro, com os conhecimentos técnico-operacionais inerentes à graduação, além dos conhecimentos administrativos indeléveis para o melhor exercício da atividade de bombeiro militar. Trata-se do segundo curso mais longo da ESB sendo que como pré-requisito, os concursandos devem ser sargentos formados pela  Escola Superior de Sargentos (ESSgt) da PMESP.

### Curso de Formação de Soldados
Trata-se do único curso de formação oferecido pela ESB. Atualmente são formados centenas de novos soldados para o CBPMESP bem como para outras unidades da PMESP. O curso visa formar o novo militar transmitindo as informações indispensáveis para o melhor exercício da atividade de bombeiro militar e , se for o caso, de policial militar. Entre as matérias estão, salvamento em altura, aquático, terrestre, escrituração, ordem unida, educação física, tiro, entre outras.

### Cursos de Especialização
Atualmente a ESB oferece variados cursos de especialização na área de bombeiros, sendo referência nacional e internacional em alguns destes. Entre estes cursos é possível citar:

### Curso de Salvamento em Altura
Curso que visa transmitir todo o conhecimento necessário para atuar em ocorrências de salvamento em locais elevados, em ambientes naturais ou urbanos. Ao longo do curso o aluno atua em diversos segmentos, como os salvamentos em torre energizada, teleférico, de alpinistas, em locais confinados, com o emprego de aeronaves, entre outros. Montagem de Tirolesas, rapéis, realização de escalada, entre outros. O curso possui 45 dias de duração.

### Curso de Salvamento Aquático
Este curso de especialização visa fornecer o conhecimento necessário para a atuação em ocorrências de salvamento em ambientes aquáticos em mar ou águas internas, com uso de diversos tipos de técnicas mundialmente sedimentadas e difundidas. Contempla a utilização de materiais como flutuadores, nadadeiras, botes infláveis, montagem de sistemas para a remoção de pessoas ilhadas por desastres variados como inundações (sistema ferry), entre outras técnicas.

### Curso de Salvamento Terrestre
Um dos principais cursos da Escola, o curso possui diversos módulos como salvamento veícular, salvamento em caverna, módulo de sistemas de vantagem mecânica, equipamentos hidráulicos, almofadas pneumáticas, uso e manutenção de ferramentas gerais de salvamento e sapa como moto-serras, moto-abrasivos, serras-sabre, entre outros módulos.

### Curso de Busca e Resgate em Estruturas Colapsadas
Curso novo que busca capacitar seus alunos na arte de realizar operações de busca e salvamento em áreas urbanas cujas estruturas estejam comprometidas por motivos diversos. Ocorrência típica em situações de obras mal construídas, deslizamentos que tenham atingido construções, desastres naturais de grandes proporções (terremotos, maremotos), atentados terroristas, entre outros. Trata-se de uma atividade mista que envolve técnicas variadas de salvamento terrestre, em altura, entre outras.

### Curso de Salvamento Veícular Pesado
Curso destinado a aperfeiçoar os formados no curso de salvamento terrestre. Curso complementar para o módulo de salvamento veícular do Curso de Salvamento Terrestre. Neste curso, os discentes aprendem as técnicas de desencarceramento pesado e o manuseio de ferramentas pesadas típicas para acidentes com caminhões e outros veículos pesados.

### Curso de Resgate e Emergências Médicas
Este é o curso mais requisitado atualmente da ESB. O curso visa fornecer o conhecimento necessário para o atendimento das ocorrências de Atendimento Pré-Hospitalar que são prioritariamente atendidas pelas famosas Unidades de Resgate (UR) do Corpo de Bombeiros da Polícia Militar do Estado de São Paulo. Além do Curso de Resgate e Emergências Médicas a ESB também oferece aos oficiais de bombeiros o Curso de Docência em Resgate e Emergências Médicas (DREM) que visa formar os intrutores da área de atendimento pré-hospitalar do CBPMESP.

### Curso de Atendimento a Emergências com Produtos Perigosos
Curso destinado a ensinar os protocolos de atendimento de ocorrências envolvendo os produtos considerados perigosos pelo transporte segundo a Organização das Nações Unidas - ONU, como os produtos inflamáveis, tóxicos, corrosivos, de risco biológico, radioativos, entre outros. Durante o curso os alunos aprendem as técnicas de contenção dos materiais perigosos, o manuseio dos equipamentos de proteção individual e das ferramentas utilizadas neste tipo de ocorrência.

### Curso para Bombeiros Civis
Curso destinado a formar os bombeiros civis que irão auxiliar os bombeiros militares no desempenho de suas funções. O curso de bombeiro civil é constituído na mesma forma do curso de bombeiro militar (soldado)

### Treinamento para Brigadas de Incêndio
Curso de treinamento para brigadas de incêndio. Procurar seguir o preconizado no Decreto-Lei 56.819/11.

### Treinamento para o GRAU-SP
Curso de treinamento oferecido aos integrantes do Grupo de Resgate e Atendimento à Urgências (GRAU). Tal curso visa oferecer aos integrantes do GRAU um conhecimento técnico para atuar em ocorrências de bombeiros dentro de sua esfera de competência, sempre atentando para a segurança e eficiência.